# Jeroni Boscana Mulet
Fra Jeroni Boscana Mulet —nascut a Llucmajor, Mallorca el 1775 i traspassat a la Missió de San Gabriel Arcángel, Califòrnia, 1831— fou un missioner franciscà mallorquí.
Estudià llatí a les aules de gramàtica del Convent de Sant Bonaventura de Llucmajor. A disset anys vestí l'hàbit de franciscà al convent de Jesús extramurs de Palma. Cursà estudis de filosofia i teologia al convent de Sant Francesc de Palma i, el 1799, rebé el presbiterat, i fou lector en Arts.

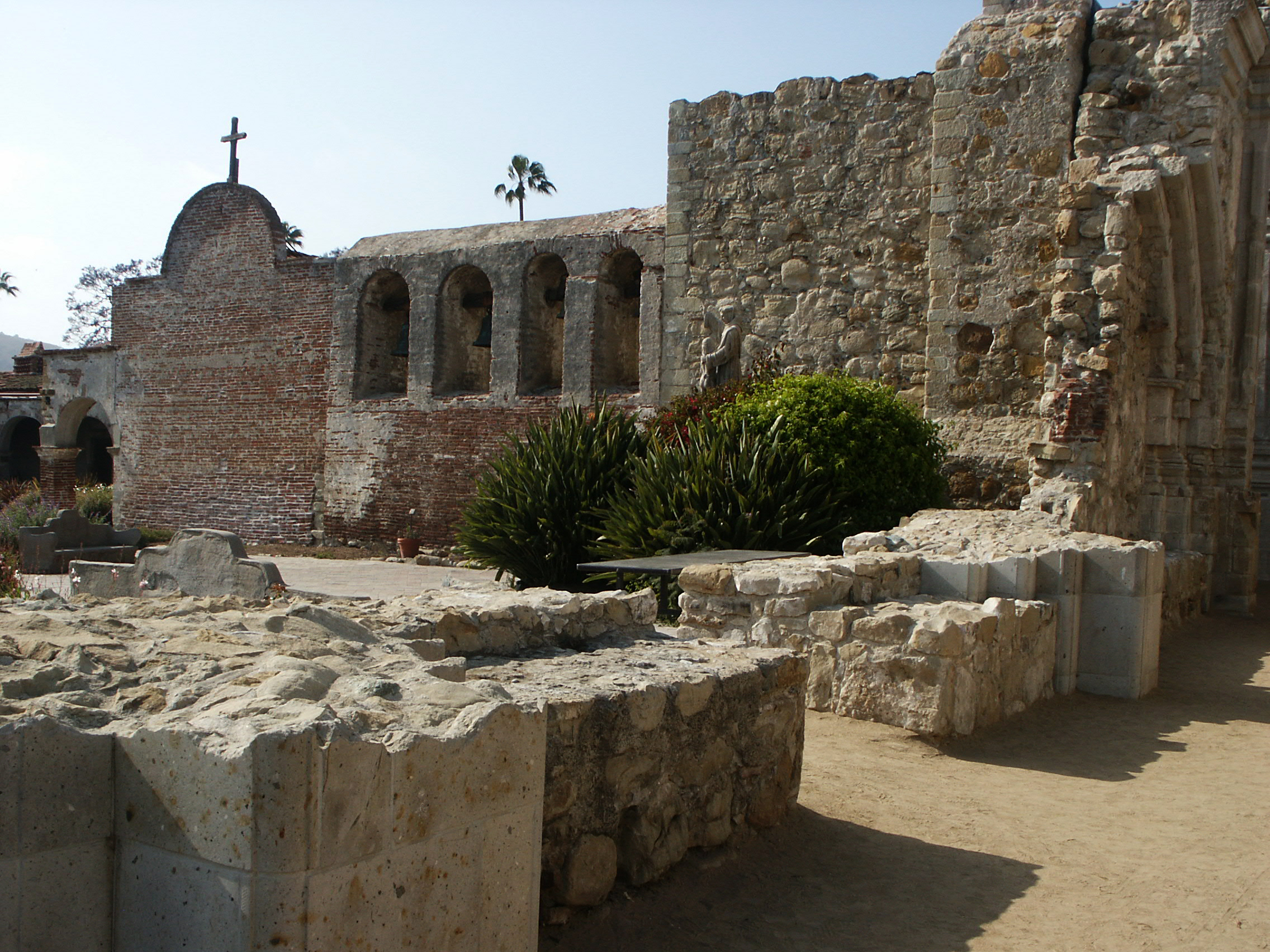
Missió de San Juan Capistrano

El 1803 marxà a Califòrnia com a missioner, Entre 1814 i 1826 residí a la missió de San Juan Capistrano, on redactà Relación histórica de la creencia, usos, costumbres y extravgancias de los indios de esta Misión de San Juan de Capistrano, llamada nación Acagchemen. La ciutat de Capistrano li dedicà el passeig Boscana i s'agermanà amb Llucmajor.
Fou proclamat fill il·lustre de Llucmajor el 12 d'octubre de 1966.